# フレンチ・コネクション
『フレンチ・コネクション』（The French Connection）は、1971年のアメリカ合衆国のアクション・スリラー映画。監督はウィリアム・フリードキン、出演はジーン・ハックマンとロイ・シャイダーなど。原作はロビン・ムーアによる同名のノンフィクション小説。第44回アカデミー賞に8部門でノミネートされ、作品賞、 監督賞、 主演男優賞、 脚色賞、編集賞の5部門を受賞した。

## 概要
1961年に発生した、ニューヨーク市警察本部薬物対策課のエドワード（エディ）・イーガンとサルヴァトーレ（ソニー）・グロッソがフランスから密輸された麻薬約40キログラムを押収した実在の事件がモデルとなっている。タイトルの「フレンチコネクション」とはトルコからフランスを経由して米国に輸出されていたヘロインの密売ルートおよびその組織のこと。イーガンとグロッソはアドバイザーとして制作に協力しており、両者とも本編にカメオ出演を果たしている。
1975年には、ジョン・フランケンハイマー監督によって続編の『フレンチ・コネクション2』が制作された。

## ストーリー
ニューヨーク市警察本部薬物対策課で“ポパイ”とアダ名されるドイル刑事。彼は薬物捜査のベテランだが、捜査のためならば強引な手法も厭わない。
麻薬の売人を逮捕したある夜、ドイルは相棒のルソーと共にナイトクラブ「コパカバーナ」に飲みに出かける。そこには有力マフィアの組長たちが妻同伴で来店していた。その際、組長夫妻たちと共にテーブルを囲み、札びらを切っている若い夫婦がいた。不審に思ったドイルとルソーは、その夫婦を捜査する。
夫婦は表向きはブルックリンでデリカテッセンを営んでいるが、夫のサル・ボカは強盗事件などで何度か捜査対象になるなど、犯罪やマフィアに近いところにいた。ドイルとルソーは、工員や郵便配達人などに偽変しながら夫婦を視察下に置く。すると、夫のサル・ボカがニューヨークの麻薬取引の元締めで大物マフィア・ワインストックの舎弟であることが判明する。また、サルは近いうちにフランスとのヘロインの大口取引を任されるという。
財務省麻薬取締部の捜査官たちと捜査を進めると、マルセイユの黒幕のアラン・シャルニエがニューヨークを訪れていることが判明する。シャルニエは、リンカーン・コンチネンタルに麻薬を隠して密輸しようとする。ドイルはシャルニエを執拗に追及する。シャルニエはこれ以上追及の手が迫ることを恐れ、殺し屋ニコリをドイルのもとへ差し向ける。

## キャスト
| 役名                        | 俳優                       | 日本語吹替                                                   | 日本語吹替                                                                                              | 日本語吹替 |
| 役名                        | 俳優                       | フジテレビ版                                                 | LD版 |            |
| --------------------------- | -------------------------- | ------------------------------------------------------------ | --- | ---------- |
| "ポパイ" ジミー・ドイル     | ジーン・ハックマン         | 小池朝雄                                                     | 内海賢二                                                                                                |            |
| "クラウディ" バディ・ルソー | ロイ・シャイダー           | 羽佐間道夫                                                   | 羽佐間道夫                                                                                              |            |
| アラン・シャルニエ          | フェルナンド・レイ         | 大平透                                                       | 大木民夫                                                                                                |            |
| サルバトーレ・ボカ          | トニー・ロビアンコ         | 山田康雄                                                     | 青野武                                                                                                  |            |
| アンリ・デブロー            | フレデリック・ド・パスカル | 柴田秀勝                                                     | 池田勝                                                                                                  |            |
| ピエール・ニコリ            | マルセル・ボズフィ         | 渡部猛                                                       | 筈見純                                                                                                  |            |
| ウォルト・シモンソン        | エディ・イーガン           | 島宇志夫                                                     | 村越伊知郎                                                                                              |            |
| ビル・クライン              | ソニー・グロッソ           | 村瀬正彦                                                     | |            |
| ビル・マルダリッグ          | ビル・ヒックマン           | 村越伊知郎                                                   | 村松康雄                                                                                                |            |
| アンジー・ボカ              | アーリーン・ファーバー     | 塚田恵美子                                                   | 高島雅羅                                                                                                |            |
| 不明 その他                 | N/A                        | 今西正男 野田圭一 仲木隆司 徳丸完 村越伊知郎 清川元夢 池田勝 | 納谷六朗 藤本譲 一城みゆ希 徳丸完 増岡弘 安田隆 大山高男 屋良有作 広瀬正志 三田ゆう子 長堀芳夫 山本千鶴 |            |
| 日本語版制作スタッフ        |                            |                                                              | |            |
| 演出                        | 演出                       | 春日正伸                                                     | 伊達渉                                                                                                  |            |
| 翻訳                        | 翻訳                       | 山田実                                                       | 佐藤一公                                                                                                |            |
| 効果                        |                            |                                                              | |            |
| 調整                        | 調整                       | 杉原日出弥                                                   | |            |
| 制作                        | 制作                       | トランスグローバル                                           | 東北新社                                                                                                |            |
| 解説                        | 解説                       | 高島忠夫                                                     | N/A |            |
| 初回放送                    | 初回放送                   | 1974年10月11日 『ゴールデン洋画劇場』                        | 品番FY501-26MA スター・チャンネル にて放送実績あり                                                      |            |

※DVD／BDに収録されているフジテレビ版吹替はテレビ放送当時の音声をそのまま使用しているため、カットされた部分には音源が無く一部字幕となっている。また音声は再放送のもので、初回放送より数分短い上に一部セリフもカットされている。
※字幕翻訳：（劇場用）清水俊二。（ソフト用）佐藤一公。（NHK-BS2用）飯島永昭。

## スタッフ
- 監督：ウィリアム・フリードキン
- 製作総指揮：G・デイヴィッド・シャイン（英語版）
- 製作：フィリップ・ダントーニ（英語版）
- 原作：ロビン・ムーア
- 脚色：アーネスト・タイディマン（英語版）
- 撮影：オーウェン・ロイズマン
- 編集：ジェリー・グリーンバーグ
- 音楽：ドン・エリス（英語版）
- 製作会社：フィリップ・ダントーニ・プロダクションズ
- 配給：20世紀フォックス

## 受賞とノミネート
| 賞                   | 部門                     | 候補者                                            | 結果       |
| -------------------- | ------------------------ | ------------------------------------------------- | ---------- |
| アカデミー賞         | 作品賞                   | フィリップ・ダントーニ                            | 受賞       |
| アカデミー賞         | 監督賞                   | ウィリアム・フリードキン                          | 受賞       |
| アカデミー賞         | 主演男優賞               | ジーン・ハックマン                                | 受賞       |
| アカデミー賞         | 助演男優賞               | ロイ・シャイダー                                  | ノミネート |
| アカデミー賞         | 脚色賞                   | アーネスト・タイディマン                          | 受賞       |
| アカデミー賞         | 撮影賞                   | オーウェン・ロイズマン                            | ノミネート |
| アカデミー賞         | 編集賞                   | ジェラルド・B・グリーンバーグ                     | 受賞       |
| アカデミー賞         | 録音賞                   | セオドア・ソダーバーグ クリストファー・ニューマン | ノミネート |
| 英国アカデミー賞     | 作品賞                   | フィリップ・ダントーニ                            | ノミネート |
| 英国アカデミー賞     | 監督賞                   | ウィリアム・フリードキン                          | ノミネート |
| 英国アカデミー賞     | 主演男優賞               | ジーン・ハックマン                                | 受賞       |
| 英国アカデミー賞     | 編集賞                   | ジェラルド・B・グリーンバーグ                     | 受賞       |
| 英国アカデミー賞     | 録音賞                   | セオドア・ソダーバーグ クリストファー・ニューマン | ノミネート |
| ゴールデングローブ賞 | 作品賞（ドラマ部門）     | --                                                | 受賞       |
| ゴールデングローブ賞 | 監督賞                   | ウィリアム・フリードキン                          | 受賞       |
| ゴールデングローブ賞 | 主演男優賞（ドラマ部門） | ジーン・ハックマン                                | 受賞       |
| ゴールデングローブ賞 | 脚本賞                   | アーネスト・タイディマン                          | ノミネート |

## シーンの編集
本作品の一部シーンにおいて、黒人やイタリア人などに対する差別的な台詞が含まれていることから北米（アメリカ・カナダ）の一部動画配信サービスにおいて、該当シーンが編集（カット）されていることが2023年6月に報じられた。ねとらぼによると、日本でもiTunes Storeにおいて配信されている本作品において、北米と同様に編集された修正版が配信されていると報じている。
映画ジャーナリストのロバート・マイヤー・バーネットは修正版を配信している動画配信サービス事業者に問い合わせたところ、「本作品の権利を所有しているウォルト・ディズニー・カンパニーが修正版をディレクターズ・カットとして、配信事業者に供給しているため」との回答があったとTwitterにてコメントしている。
一方でディズニー傘下の定額制動画配信サービス「Disney+」では本作品を視聴することが出来るが、差別的なセリフが含まれているシーンもカットされていないオリジナル版が配信されている。
この編集について、SNSでは批判的な意見が多く、映画コラムニストのジェフ・ウェルズは「（仮に）ディズニーが当該シーンの削除を行ったのであれば、映画ファンや業界に対し説明する義務がある」と述べている。

## その他
- 監督のウィリアム・フリードキンは、DVDのオーディオコメンタリーで「私は2本のフランス映画に大きな影響を受けた。1本はジャン＝リュック・ゴダールの『勝手にしやがれ』で、もう1本はコスタ＝ガヴラスの『Z』だ」と述べ、『Z』でガヴラスが行った「ドキュメンタリー・リアリズム」の手法を本作品に取り入れたと証言している。なお、殺し屋のニコリを演じたマルセル・ボズフィは『Z』に出演している。
- カーチェイスのシーンで、ドイルの乗る車はポンティアック・ルマン。スタント・ドライバーで、本作品で麻薬捜査官のマルダリッグを演じるビル・ヒックマンが運転を行っている。また、ハックマン自身も運転を行っている。
- 冒頭の「コパカバーナ」のシーンでは、ブレイク前のザ・スリー・ディグリーズが登場し、"Everybody Gets To Go The Moon"（ジム・ウェッブの作品）を歌う。
- シャルニエとニコリ、アンリ・デブローが密会する小島は、牢獄として19世紀まで使用されたシャトー・ディフ。ここで、シャルニエがホヤを潮溜りから拾い上げて食べている。
- この映画の名称から取った、フレンチ・コネクションというカクテルが存在する。
- ニューヨーク地下鉄には地上を走る区間があり、地上を走る区間の中には道路上に同じ方向で並行して建設された高架線も存在する[注 4]。これを利用して、地下鉄で逃亡する犯人を刑事が直下の道路を使って自動車で追跡するシーンが作中で見られる。
- ポパイとクラウディがサルを尾行しているシーンは、マンハッタンのルーズヴェルト・ホテル周辺で撮影された。
- ジャケットでも使用されている、ポパイがニコリを射殺するシーンは、ブルックリンの62丁目/ニュー・ユトレヒト・アベニュー駅の階段で撮影された。
- 映画評論家のロジャー・イーバートは、1971年のベストの映画の一つと評価した[7]。『ニューヨーク・タイムズ』のロジャー・グリーンスパンは、以下のように書いた。「使われている題材は昔ながらのものだ。警察と悪党。スリルと追跡。そして定石どおりの派手な撃ち合い。だが実際はそうではない。『フレンチ・コネクション』はまったく新しいタイプの映画である」[8]。『ザ・ニューヨーカー』のポーリン・ケイルはおおむね否定的な批評を書いた[9][10]。勝新太郎は絶賛したと言われている[11]。